# Trump (famiglia)

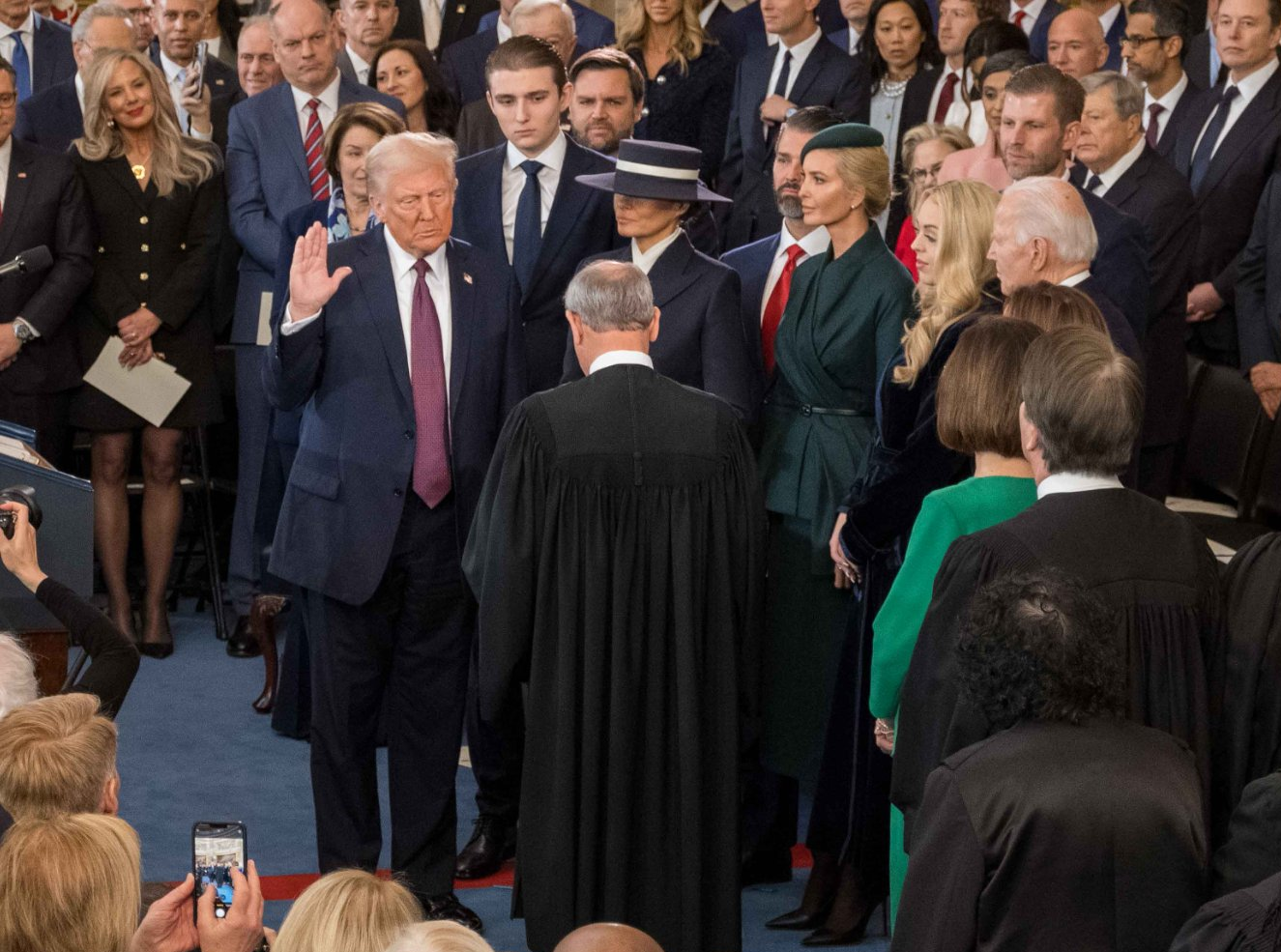
Da sinistra a destra: Donald, Barron, Melania, Donald Jr., Ivanka, Eric e Tiffany durante il giuramento presidenziale di Trump nel 2025.

La famiglia Trump è una nota famiglia di imprenditori statunitensi, della quale fa parte anche il 45º e 47° (e attuale) Presidente degli Stati Uniti d'America Donald Trump.

## Nome
Il cognome 
originale della famiglia, "Trumpf" da almeno tre generazioni in Germania, è riportato variamente come "Drumb, Dromb, Tromb, Tromp, Trum, Trumpff" negli archivi di Kallstadt, il villaggio tedesco d'origine, e Drumpf in una fonte spuria. Il capostipite della famiglia in America fu registrato negli atti di immigrazione come "Friedrich Trumpf" Per il censimento statunitense del 1910 anglicizzò ufficialmente il proprio nome, facendosi registrare come "Frederick Trump (Drumpf)".
Si noti però che non tutti i Trump del mondo discendono da Frederick Drumpf; ad esempio, dei Trump d'Inghilterra fa parte Judd Trump. L'omonimia delle due famiglie è probabilmente una coincidenza.

## Generazioni

### Prima generazione

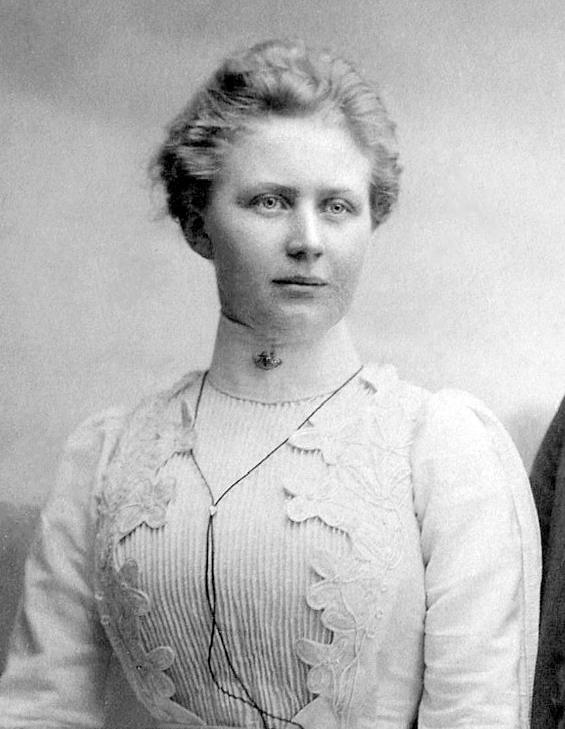
Elizabeth Christ Trump

Frederick Trump, nato Friedrich Trumpf (Kallstadt, 14 marzo 1869 – New York, 30 marzo 1918), è considerato il capostipite della famiglia, nato in Germania e in seguito emigrato negli Stati uniti d'America.
Elizabeth Christ Trump (Kallstadt, 10 ottobre 1880 – Manhasset, 6 giugno 1966).

### Seconda generazione
Frederick Trump e Elizabeth Christ  ebbero tre figli:
- Elizabeth Trump Walters (Queens, New York, 30 aprile 1904 - Queens, New York, 3 dicembre 1961)
- Fred Trump (11 ottobre 1905 – 25 giugno 1999) che sposò Mary Anne MacLeod Trump. Fred Trump era un imprenditore: fu il primo esponente della famiglia Trump a dedicarsi al mondo degli affari, per la precisione nel settore immobiliare.
- John George Trump (21 agosto 1907 - 21 febbraio 1985) ingegnere elettrico, inventore e fisico americano

### Terza generazione

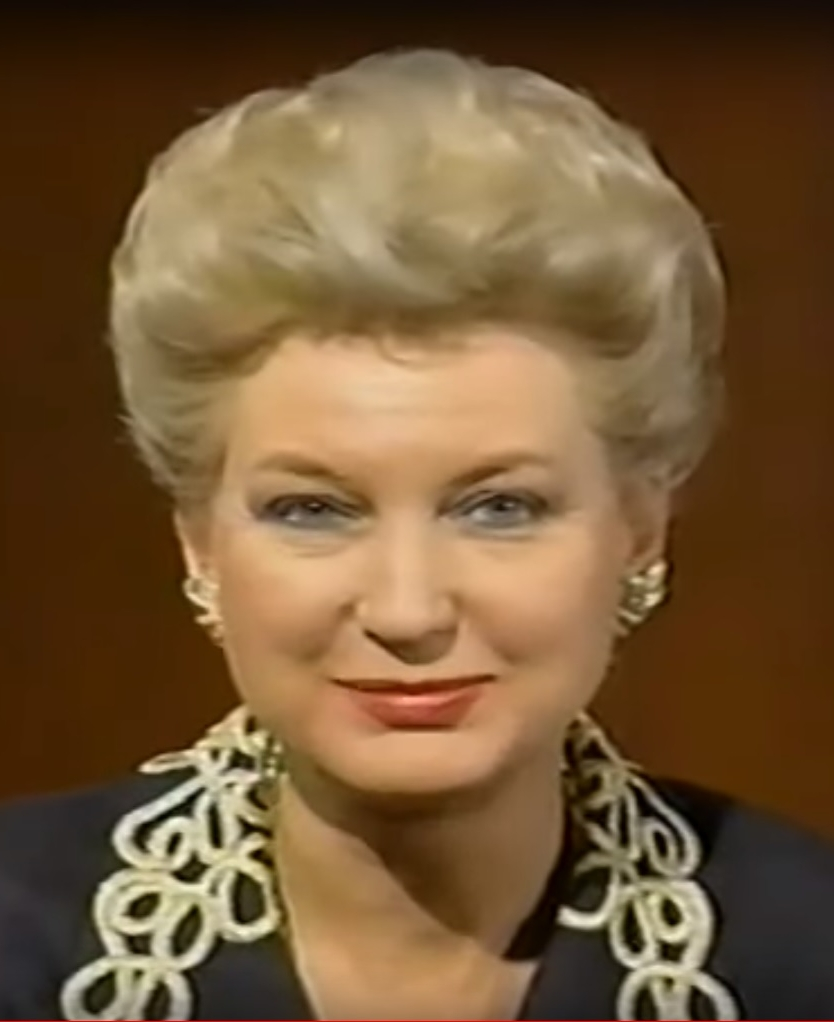
Maryanne Trump Barry

Fred Trump e Mary Anne MacLeod Trump ebbero cinque figli:
- Maryanne Trump Barry (5 aprile 1937 - 13 novembre 2023)
- Fred Trump, Jr. (Queens, New York, 14 ottobre 1938 - Queens, New York, 6 settembre 1981)
- Elizabeth Trump Grau (n. 1942)
- Donald John Trump, Sr. (n. 14 giugno 1946) 45º e 47° Presidente degli Stati Uniti d'America
- Robert Trump (New York, 26 agosto 1948 - 15 agosto 2020)

### Quarta generazione

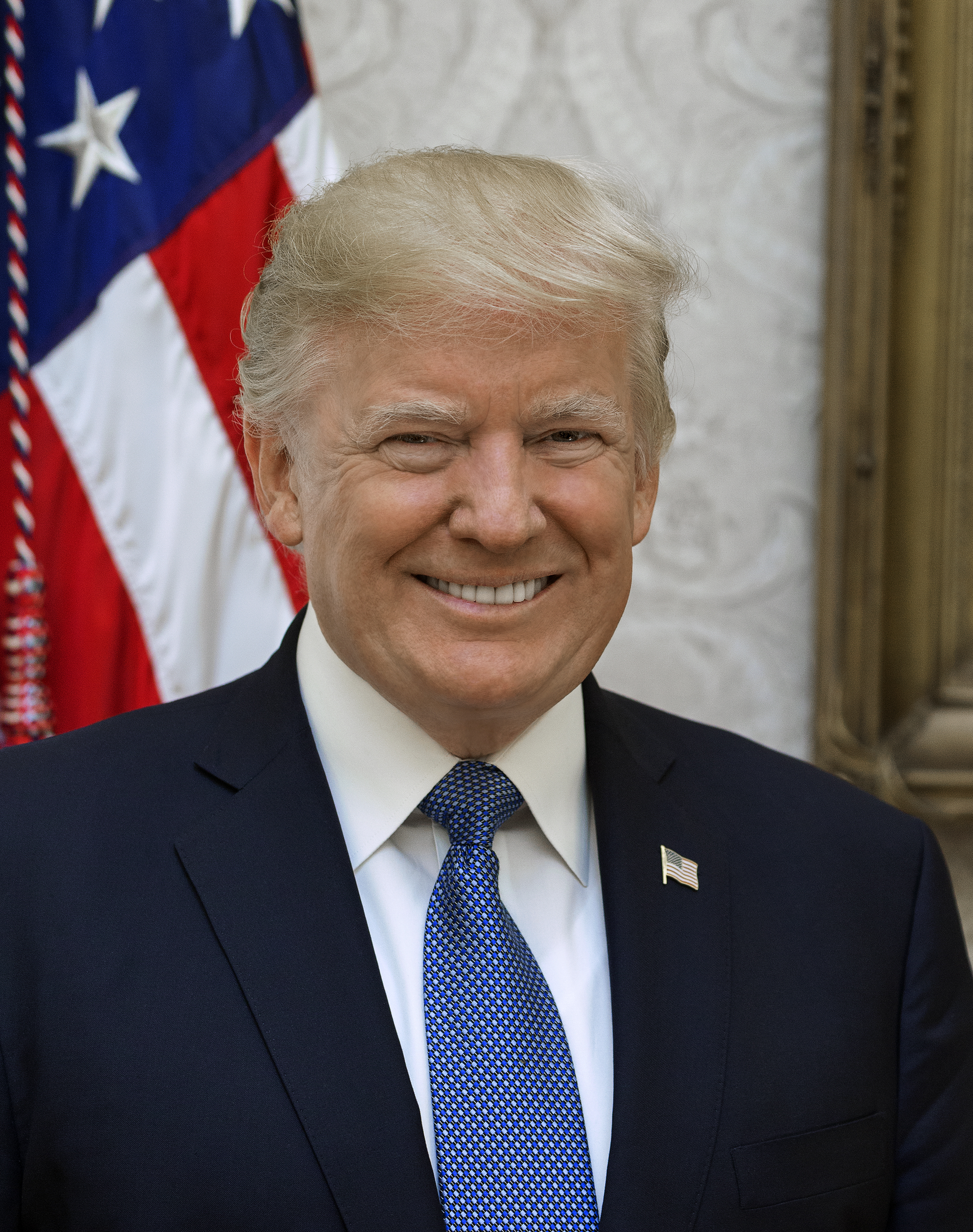
Donald John Trump, Sr., 45º e 47º presidente degli Stati Uniti d'America.

Maryanne Trump Barry (5 aprile 1937 - 13 novembre 2023) ha un figlio:
- David Desmond (n. New York, 1960)

Donald John Trump, Sr. (n. 14 giugno 1946), ha cinque figli e si è sposato tre volte:
- con Ivana Marie Zelnickovà Trump, con cui è stato sposato dal 7 aprile 1977 all'8 giugno 1992, da cui ha avuto tre figli:
  - Donald John Trump Jr. (n. 31 dicembre 1977), sposato dal 12 novembre 2005 al marzo 2018 con Vanessa Haydon
  - Ivanka Marie Trump (n. 30 ottobre 1981), sposata dal 25 ottobre 2009 con Jared Kushner
  - Eric Frederic Trump (n. 6 gennaio 1984), sposato dall'8 novembre 2014 con Lara Yunaska.
- con Marla Maples, con cui è stato sposato dal 19 dicembre 1993 all'8 giugno 1999, da cui ha avuto una figlia:
  - Tiffany Ariana Trump (n. 13 ottobre 1993)
- con Melania Knauss, sua attuale consorte dal 22 gennaio 2005, da cui ha avuto l'ultimo figlio:
  - Barron William Trump (n. 20 marzo 2006).

Fred Trump, Jr. ebbe due figli:
- Fred Trump III (n. 1963)
- Mary Trump

### Quinta generazione

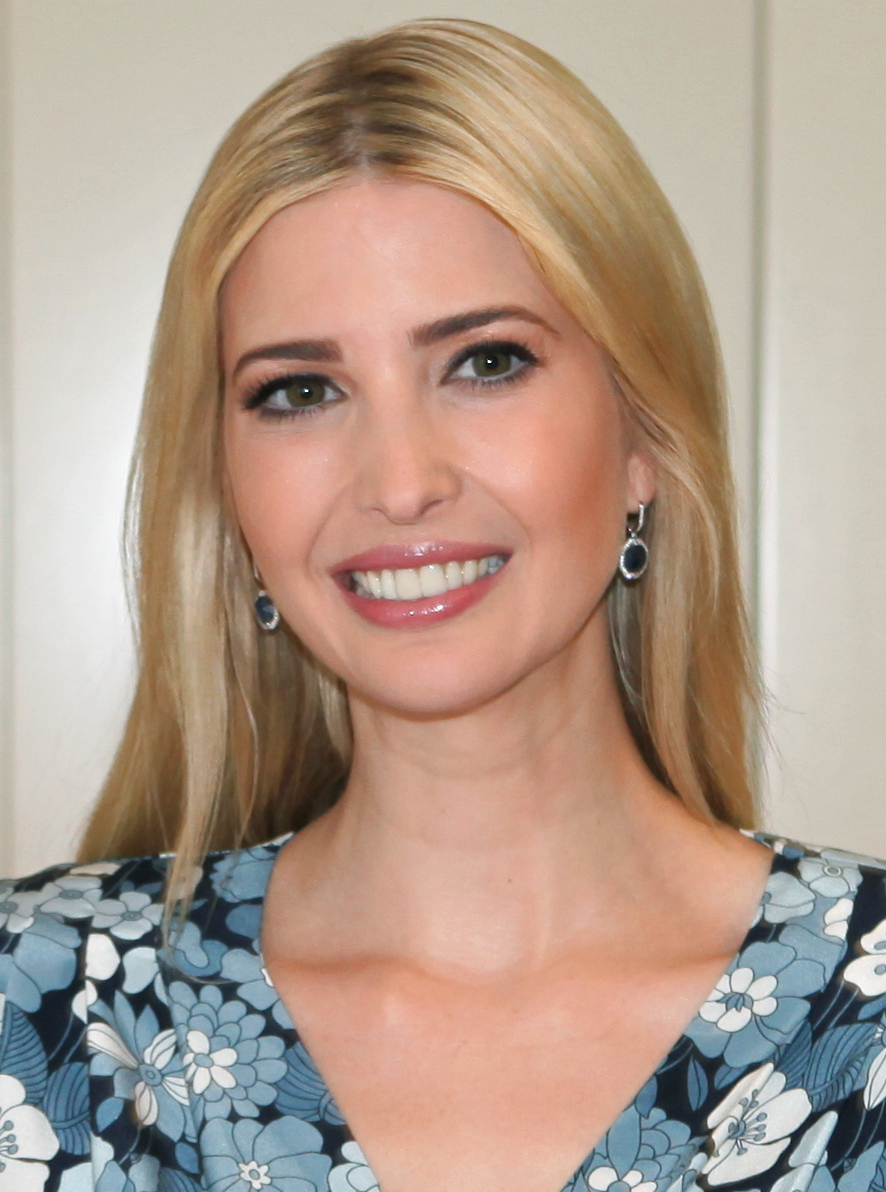
Ivanka Trump

Donald John Trump Jr. (n. 31 dicembre 1977), sposato dal 12 novembre 2005 al marzo 2018 con Vanessa Haydon, da cui ha avuto cinque figli:
- Kai Madison Trump (n. 12 maggio 2007)
- Donald John Trump III (n. 18 febbraio 2009)
- Tristan Milos Trump (n. 2 ottobre 2011)
- Spencer Frederick Trump (n. 21 ottobre 2012)
- Chloe Sophia Trump (n. giugno 2014)

Ivanka Trump (n. 30 ottobre 1981), sposata dal 25 ottobre 2009 con Jared Kushner, da cui ha avuto tre figli:
- Arabella Rose Kushner (n. 17 luglio 2011)
- Joseph Frederick Kushner (n. 14 ottobre 2013)
- Theodore James Kushner (n. 27 marzo 2016)

Eric Trump (n. 6 gennaio 1984), sposato dall'8 novembre 2014 con Lara Yunaska.
- Eric Trump Jr. (n. 12 settembre 2017)

## Albero genealogico
Albero genealogico della famiglia Trump dal 1667, originari della Renania-Palatinato, in Germania.

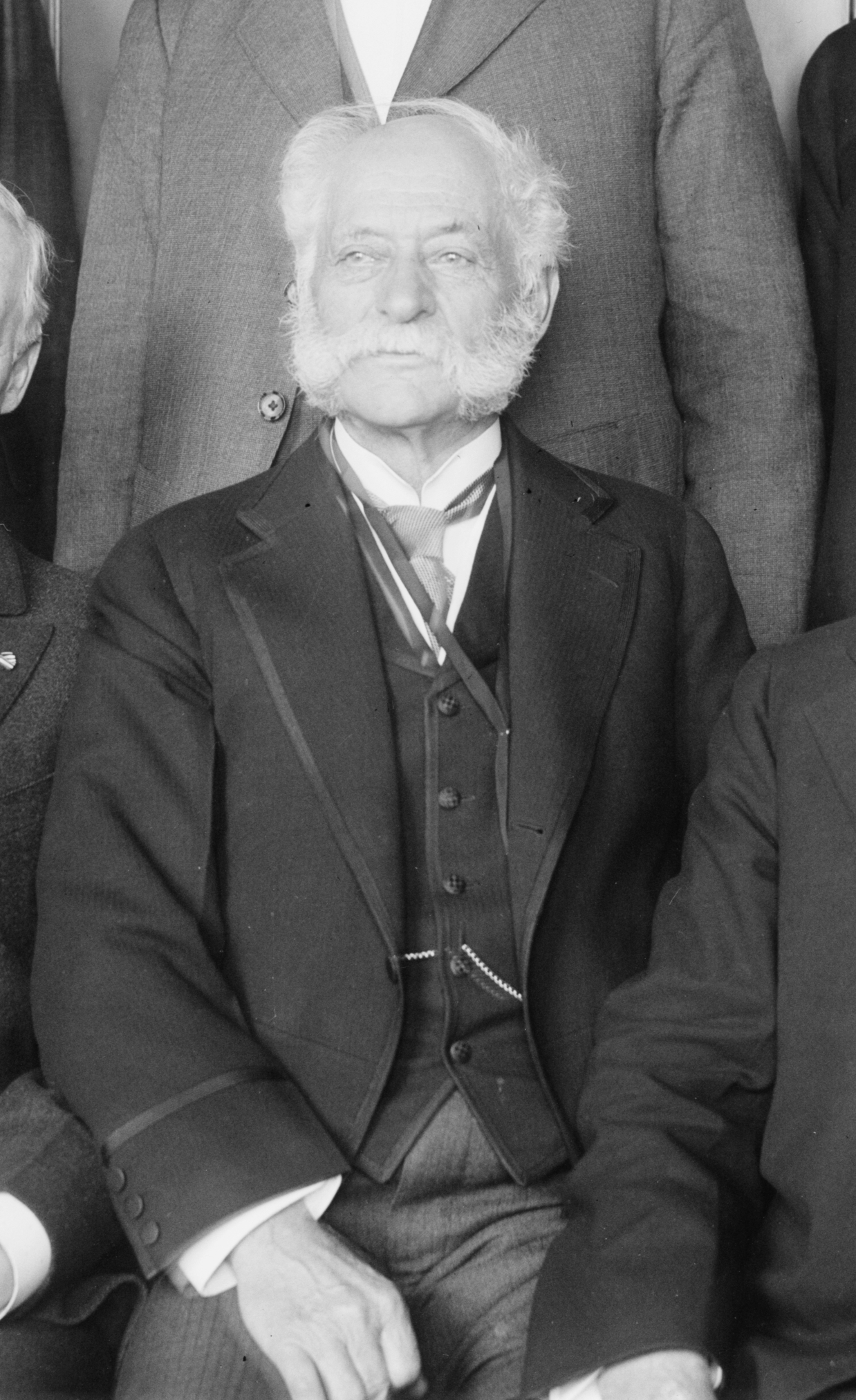
Henry John Heinz, il fondatore dell'azienda Heinz, era il nipote di Charlotte Louisa Trump di Kallstadt.

- Johann Philipp Trump (1667–1707), sposò Juliana Maria Rodenroth
  - Johann Sebastian Trump (1699–1756), sposò Susanna Margaretha Kohl
    - Johann Paul Trump (1727–1792), sposò Maria Elisabetha Setzer
      - Charlotte Louisa Trump (1789–1833), sposò Johann Georg Heinz
        - John Henry Heinz (1811–1891), emigrò negli Stati Uniti nel 1840
          - Henry John Heinz (1844–1919), fondatore della Heinz company

      - Johannes Trump (1789–1835), sposò Susanna Maria Bechtloff
        - Friedrich Trump ( -1876), sposò Elisabetha Trump
        - Maria Katharina Trump (1827- )
        - Christian Johannes Trump (1829–1877), sposò Katharina Kober (1836–1922)
          - Johannes Trump (1860- )
          - Katharina Trump (1861- )
          - Jakob Trump (1863- )
          - Sybilla Luisa Trump (1865–1931), si trasferì a New York City, negli Stati Uniti, sposò un uomo di origine tedesca di cognome Schuster
          - Konrad Trump (1868–1868)
          - Friedrich Trump (1869–1918), barbiere e manager di ristorante e hotel, sposò Elisabeth Christ, emigrò negli Stati Uniti nel 1885/1905
            - Elizabeth (Elisabeth) Trump (1904–1961), sposò William O. Walter
              - William Trump Walter (1931- )
              - John W. Walter (1934- ), indicato come il Trump "storico di famiglia"[7]

            - Frederick Christ Trump (1905–1999), imprenditore immobiliare, sposò Mary MacLeod (1912–2000)
              - Maryanne Trump (1937–2023), giudice federale, sposò David Desmond da cui divorziò; sposò John Barry
                - David William Desmond (1960; dal primo matrimonio), psicologo

              - Frederick Christ Trump, Jr. (1938–1981), TWA pilota,[8] sposò Linda Clapp da cui divorziò
                - Frederick Christ Trump III (born 1963) sposò Lisa Beth Lorant[9][10]
                  - una figlia (nata c. 1992)[11]
                  - un figlio (nato c. 1994)[11]
                  - William Trump (1999)[10]

                - Mary Trump

              - Elizabeth Joan Trump, sposò James Walter Grau

              - Donald John Trump (1946), imprenditore immobiliare, 45º e 47º Presidente degli Stati Uniti, sposò Ivana Zelníčková da cui divorziò; sposò Marla Maples da cui divorziò; sposò Melania Knauss
                - Donald Trump Jr. (1977; dal primo matrimonio), sposò Vanessa Haydon
                - Ivanka Trump (1981; dal primo matrimonio), sposò Jared Kushner
                - Eric Trump (1984; dal primo matrimonio), sposò Lara Yunaska
                - Tiffany Trump (1993; dal secondo matrimonio)
                - Barron Trump (2006; dal terzo matrimonio)

              - Robert Trump, sposò Blaine Beard[12]

            - John George Trump (1907–1985), sposò Elora Sauerbrun (1913–1983)
              - John Gordon Trump (1938–2012)[13]
              - Christine Trump Philp[13]
              - Karen Trump Ingraham[13]

          - Elisabetha Trump (1873- ), sposò Karl Freund
          - Barbara Trump (1876- )

        - Anna Elisabetha Trump (1831- ), sposò Konrad Schwinn

|                                                 |                                                 |                                         |                                                      |                                                   |                                                   |                                              |                                               |                                               |                                                            |                                                            |                                                       |                                     |                                     |                                                                           |                                                                           |                       |                       |                       |                       |                                                     |                                                     |                  |                  |
|                                                 |                                                 |                                         | -                                                    |                                                   |                                                   |                                              |                                               |                                               |                                                            |                                                            |                                                       |                                     |                                     |                                                                           |                                                                           |                       |                       |                       |                       |                                                     |                                                     |                  |                  |
|                                                 |                                                 |                                         |                                                      |                                                   |                                                   |                                              |                                               |                                               |                                                            |                                                            |                                                       |                                     |                                     |                                                                           |                                                                           |                       |                       |                       |                       |                                                     |                                                     |                  |                  |
|                                                 |                                                 |                                         |                                                      |                                                   |                                                   |                                              |                                               |                                               |                                                            |                                                            |                                                       |                                     |                                     |                                                                           |                                                                           |                       |                       |                       |                       |                                                     |                                                     |                  |                  |
|                                                 |                                                 |                                         | Johann Philipp 1667-1707 ⚭ Juliana Maria Rodenroth   |                                                   |                                                   |                                              |                                               |                                               |                                                            |                                                            |                                                       |                                     |                                     |                                                                           |                                                                           |                       |                       |                       |                       |                                                     |                                                     |                  |                  |
|                                                 |                                                 |                                         |                                                      |                                                   |                                                   |                                              |                                               |                                               |                                                            |                                                            |                                                       |                                     |                                     |                                                                           |                                                                           |                       |                       |                       |                       |                                                     |                                                     |                  |                  |
|                                                 |                                                 |                                         |                                                      |                                                   |                                                   |                                              |                                               |                                               |                                                            |                                                            |                                                       |                                     |                                     |                                                                           |                                                                           |                       |                       |                       |                       |                                                     |                                                     |                  |                  |
|                                                 |                                                 |                                         | Johann Sebastian 1699–1756 ⚭ Susanna Margaretha Kohl |                                                   |                                                   |                                              |                                               |                                               |                                                            |                                                            |                                                       |                                     |                                     |                                                                           |                                                                           |                       |                       |                       |                       |                                                     |                                                     |                  |                  |
|                                                 |                                                 |                                         |                                                      |                                                   |                                                   |                                              |                                               |                                               |                                                            |                                                            |                                                       |                                     |                                     |                                                                           |                                                                           |                       |                       |                       |                       |                                                     |                                                     |                  |                  |
|                                                 |                                                 |                                         |                                                      |                                                   |                                                   |                                              |                                               |                                               |                                                            |                                                            |                                                       |                                     |                                     |                                                                           |                                                                           |                       |                       |                       |                       |                                                     |                                                     |                  |                  |
|                                                 |                                                 |                                         | Johann Paul 1727–1792 ⚭ Maria Elisabetha Setzer      |                                                   |                                                   |                                              |                                               |                                               |                                                            |                                                            |                                                       |                                     |                                     |                                                                           |                                                                           |                       |                       |                       |                       |                                                     |                                                     |                  |                  |
|                                                 |                                                 |                                         |                                                      |                                                   |                                                   |                                              |                                               |                                               |                                                            |                                                            |                                                       |                                     |                                     |                                                                           |                                                                           |                       |                       |                       |                       |                                                     |                                                     |                  |                  |
|                                                 |                                                 |                                         |                                                      |                                                   |                                                   |                                              |                                               |                                               |                                                            |                                                            |                                                       |                                     |                                     |                                                                           |                                                                           |                       |                       |                       |                       |                                                     |                                                     |                  |                  |
| Charlotte Louisa 1789–1833 ⚭ Johann Georg Heinz | Charlotte Louisa 1789–1833 ⚭ Johann Georg Heinz |                                         |                                                      |                                                   |                                                   | Johannes 1789–1835 ⚭ Susanna Maria Bechtloff | Johannes 1789–1835 ⚭ Susanna Maria Bechtloff  |                                               |                                                            |                                                            |                                                       |                                     |                                     |                                                                           |                                                                           |                       |                       |                       |                       |                                                     |                                                     |                  |                  |
|                                                 |                                                 |                                         |                                                      |                                                   |                                                   |                                              |                                               |                                               |                                                            |                                                            |                                                       |                                     |                                     |                                                                           |                                                                           |                       |                       |                       |                       |                                                     |                                                     |                  |                  |
|                                                 |                                                 |                                         |                                                      |                                                   |                                                   |                                              |                                               |                                               |                                                            |                                                            |                                                       |                                     |                                     |                                                                           |                                                                           |                       |                       |                       |                       |                                                     |                                                     |                  |                  |
| John Henry Heinz 1811–1891                      | John Henry Heinz 1811–1891                      |                                         | Anna Elisabetha 1831 ⚭ Konrad Schwinn                | Anna Elisabetha 1831 ⚭ Konrad Schwinn             | Friedrich -1876 ⚭ Elisabetha Trump                | Friedrich -1876 ⚭ Elisabetha Trump           | Maria Katharina 1827                          | Maria Katharina 1827                          | Christian Johannes 1829–1877 ⚭ Katharina Kober (1836–1922) | Christian Johannes 1829–1877 ⚭ Katharina Kober (1836–1922) |                                                       |                                     |                                     |                                                                           |                                                                           |                       |                       |                       |                       |                                                     |                                                     |                  |                  |
|                                                 |                                                 |                                         |                                                      |                                                   |                                                   |                                              |                                               |                                               |                                                            |                                                            |                                                       |                                     |                                     |                                                                           |                                                                           |                       |                       |                       |                       |                                                     |                                                     |                  |                  |
|                                                 |                                                 |                                         |                                                      |                                                   |                                                   |                                              |                                               |                                               |                                                            |                                                            |                                                       |                                     |                                     |                                                                           |                                                                           |                       |                       |                       |                       |                                                     |                                                     |                  |                  |
| Henry J. Heinz 1844–1919                        | Henry J. Heinz 1844–1919                        | Katharina 1861                          | Katharina 1861                                       | Jakob 1863                                        | Jakob 1863                                        | Sybilla Luisa 1865–1931 ⚭ Schuster           | Sybilla Luisa 1865–1931 ⚭ Schuster            | Konrad 1868–1868                              | Konrad 1868–1868                                           | Friedrich 1869–1918 ⚭ Elisabeth Christ                     | Friedrich 1869–1918 ⚭ Elisabeth Christ                | Elisabetha 1873 ⚭ Karl Freund       | Elisabetha 1873 ⚭ Karl Freund       | Barbara 1876                                                              | Barbara 1876                                                              | Johannes 1860         | Johannes 1860         |                       |                       |                                                     |                                                     |                  |                  |
|                                                 |                                                 |                                         |                                                      |                                                   |                                                   |                                              |                                               |                                               |                                                            |                                                            |                                                       |                                     |                                     |                                                                           |                                                                           |                       |                       |                       |                       |                                                     |                                                     |                  |                  |
|                                                 |                                                 |                                         |                                                      |                                                   |                                                   |                                              |                                               |                                               |                                                            |                                                            |                                                       |                                     |                                     |                                                                           |                                                                           |                       |                       |                       |                       |                                                     |                                                     |                  |                  |
|                                                 | Elizabeth 1904–1961 ⚭ William O. Walter         | Elizabeth 1904–1961 ⚭ William O. Walter |                                                      |                                                   |                                                   |                                              |                                               |                                               |                                                            | Frederick Christ 1905–1999 ⚭ Mary MacLeod (1912–2000)      | Frederick Christ 1905–1999 ⚭ Mary MacLeod (1912–2000) |                                     |                                     |                                                                           |                                                                           |                       |                       |                       |                       | John George 1907–1985 ⚭ Elora Sauerbrun (1913–1983) | John George 1907–1985 ⚭ Elora Sauerbrun (1913–1983) |                  |                  |
|                                                 |                                                 |                                         |                                                      |                                                   |                                                   |                                              |                                               |                                               |                                                            |                                                            |                                                       |                                     |                                     |                                                                           |                                                                           |                       |                       |                       |                       |                                                     |                                                     |                  |                  |
|                                                 |                                                 |                                         |                                                      |                                                   |                                                   |                                              |                                               |                                               |                                                            |                                                            |                                                       |                                     |                                     |                                                                           |                                                                           |                       |                       |                       |                       |                                                     |                                                     |                  |                  |
| William 1931                                    | William 1931                                    | John W. Walter 1934 storico             | John W. Walter 1934 storico                          | Maryanne 1937-2023 1 ⚭ David Desmond ⚭ John Barry | Maryanne 1937-2023 1 ⚭ David Desmond ⚭ John Barry |                                              | Frederick Christ, Jr. 1938–1981 ⚭ Linda Clapp | Frederick Christ, Jr. 1938–1981 ⚭ Linda Clapp |                                                            | Elizabeth Joan ⚭ James Walter Grau                         | Elizabeth Joan ⚭ James Walter Grau                    |                                     |                                     | Donald John 1946 1 ⚭ Ivana Zelníčková 2 ⚭ Marla Maples 3 ⚭ Melania Knauss | Donald John 1946 1 ⚭ Ivana Zelníčková 2 ⚭ Marla Maples 3 ⚭ Melania Knauss | Robert ⚭ Blaine Beard | Robert ⚭ Blaine Beard | John Gordon 1938–2012 | John Gordon 1938–2012 | Christine ⚭ Philp                                   | Christine ⚭ Philp                                   | Karen ⚭ Ingraham | Karen ⚭ Ingraham |
|                                                 |                                                 |                                         |                                                      |                                                   |                                                   |                                              |                                               |                                               |                                                            |                                                            |                                                       |                                     |                                     |                                                                           |                                                                           |                       |                       |                       |                       |                                                     |                                                     |                  |                  |
|                                                 |                                                 |                                         |                                                      |                                                   |                                                   |                                              |                                               |                                               |                                                            |                                                            |                                                       |                                     |                                     |                                                                           |                                                                           |                       |                       |                       |                       |                                                     |                                                     |                  |                  |
|                                                 |                                                 |                                         |                                                      | 1 David William 1960                              | 1 David William 1960                              | Frederick Christ III 1963 ⚭ Lisa Beth Lorant | Frederick Christ III 1963 ⚭ Lisa Beth Lorant  | Mary                                          | Mary                                                       | 1 Donald Jr. 1977 ⚭ Vanessa Haydon                         | 1 Donald Jr. 1977 ⚭ Vanessa Haydon                    | 1 Ivanka Trump 1981 ⚭ Jared Kushner | 1 Ivanka Trump 1981 ⚭ Jared Kushner | 1 Eric Trump 1984 ⚭ Lara Yunaska                                          | 1 Eric Trump 1984 ⚭ Lara Yunaska                                          | 2 Tiffany Trump 1993  | 2 Tiffany Trump 1993  | 3 Barron 2006         | 3 Barron 2006         |                                                     |                                                     |                  |                  |